# Mezinárodní park míru Waterton-Glacier
Mezinárodní park míru Waterton-Glacier je název jedné z lokalit světového přírodního dědictví UNESCO, která sestává ze dvou národních parků na území Kanady a USA. Toto souvislé chráněné území má souhrnnou rozlohu 4 576 km² a rozprostírá se na pomezí kanadské provincie Alberta a státu USA Montana. Zahrnuje národní parky Glacier a Waterton Lakes.

## Popis
Nejvyšší partie chráněného území sahají do nadmořské výšky přes 3100 m n. m., spodní výšková hranice parků je 972 m n. m.. Waterton-Glacier leží podél východního okraje Lewis Range Skalnatých hor, které se příkře zvedají od západního okraje Velkých planin. Krajina parků je rozmanitá - od polopouštních prérií po horské ledovce.
Ze zdejší fauny lze jmenovat např. druhy: vlk obecný, puma americká, medvěd grizzly, rosomák sibiřský, medvěd baribal, jelenec ušatý, ovce tlustorohá, kamzík bělák a vydra severoamerická.

## Fotogalerie

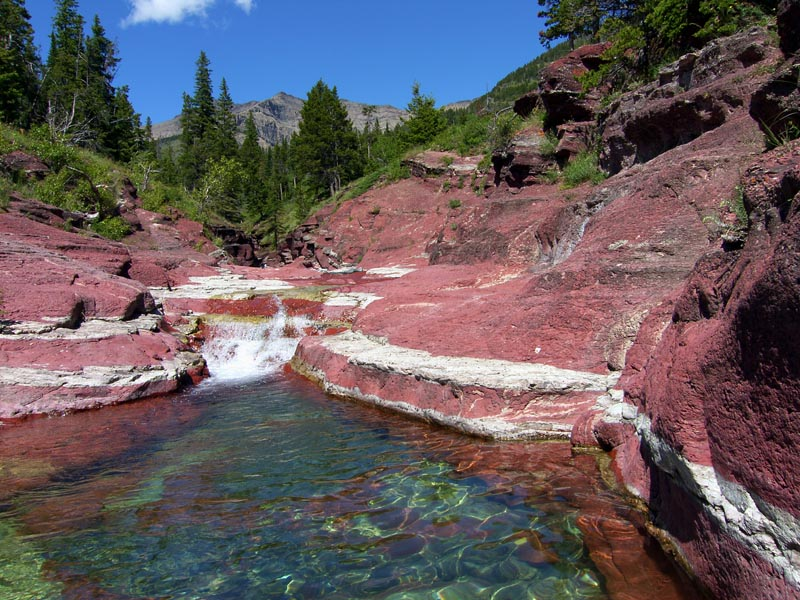
Red Rock Canyon
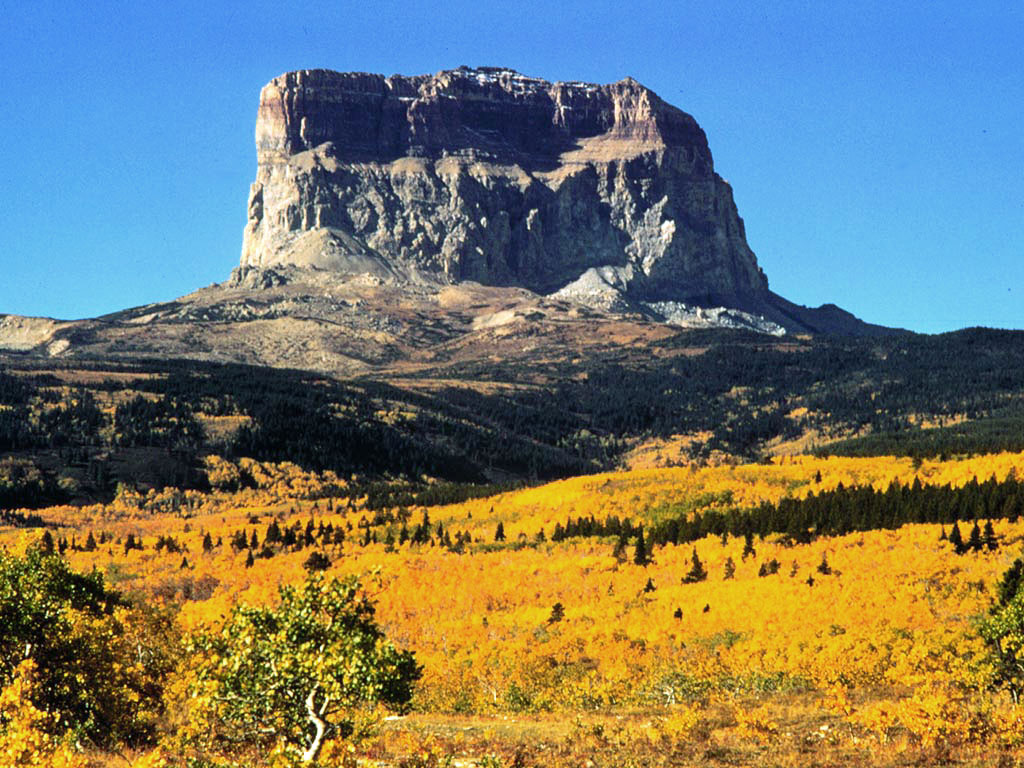
Chief Mountain
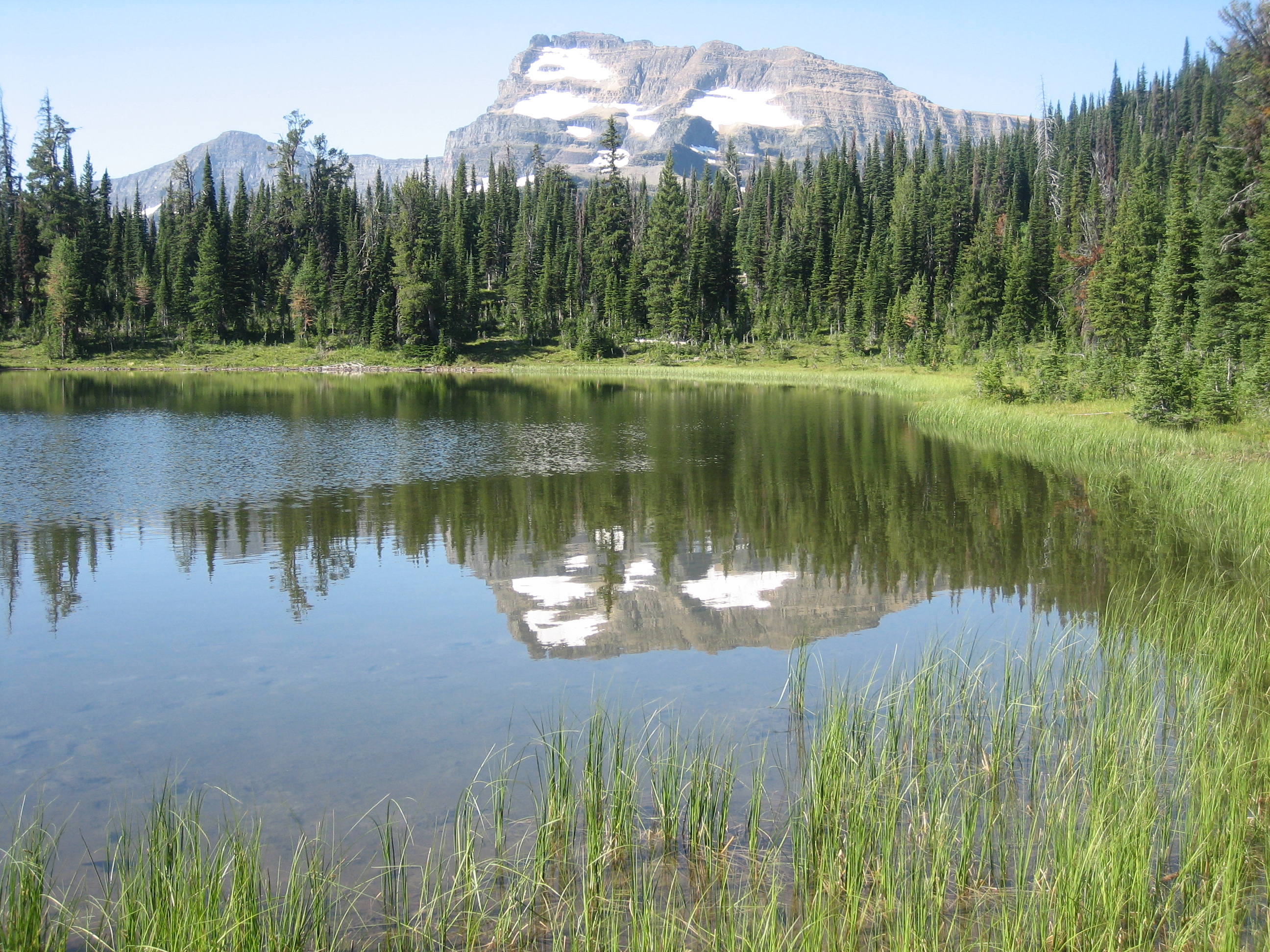
Summit Lake
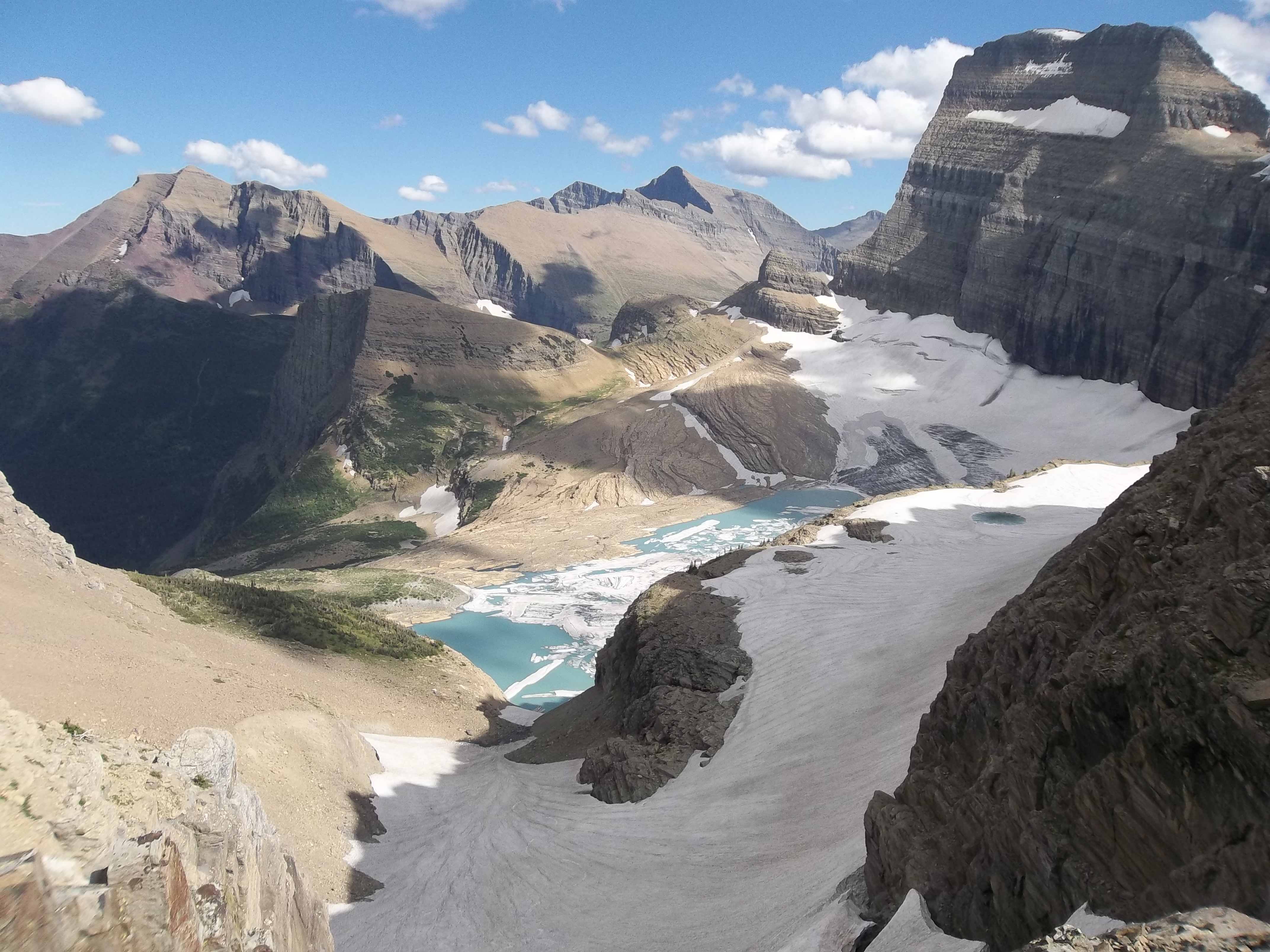
Grinnell Glacier